# Magdalena Kappaurer
Magdalena Kappaurer (17 novembre 2000) è un'ex sciatrice alpina austriaca.

## Biografia
Originaria di Bezau e sorella di Elisabeth, a sua volta sciatrice alpina, Magdalena Kappaurer, attiva dal dicembre del 2016, in Coppa Europa ha esordito il 14 dicembre 2019 ad Andalo in slalom gigante, senza completare la prova, e ha conquistato l'unico podio il 14 febbraio 2021 a Berchtesgaden nella medesima specialità (3ª); ai Mondiali juniores di Bansko 2021 ha vinto la medaglia d'argento nel supergigante; ha preso per l'ultima volta il via in Coppa Europa il 9 dicembre 2023 a Mayrhofen in slalom gigante (37ª) e ha disputato la sua ultima gara in carriera, uno slalom gigante FIS, il 21 dicembre dello stesso anno a Sankt Lambrecht; inattiva da allora, ha annunciato il ritiro nel 2024. Non ha debuttato in Coppa del Mondo e non ha preso parte a rassegne olimpiche o iridate.

## Palmarès

### Mondiali juniores
- 1 medaglia:
  - 1 argento (supergigante a Bansko 2021)

### Coppa Europa
- Miglior piazzamento in classifica generale: 51ª nel 2021
- 1 podo:
  - 1 terzo posto

### Campionati austriaci
- 1 medaglia:
  - 1 bronzo (slalom gigante nel 2023)